# Ospedale Felice Lotti
L'ospedale Felice Lotti è l'ospedale di Pontedera, in provincia di Pisa.
Ospita circa 300 posti letto, è situato in via Roma (entrata principale) e in via Della Bianca (entrata pronto soccorso) a Pontedera, principale centro della Valdera.

## Storia
È intitolato a Felice Lotti che nel 1862 lasciò nel testamento al Comune di Pontedera il terreno e i soldi per erigere un ospedale. È stato inaugurato l'11 giugno 1876 su progetto dell'architetto Luigi Bellincioni.
Nel 2005 fu il primo ospedale in Italia dove fu usata la pillola abortiva RU486.
Nel 2010 è stato restaurato e ingrandito per ottimizzare degli spazi di attesa e i reparti.

## Strutture
Il Pronto Soccorso dell’Ospedale "Lotti" gestisce oltre 50.000 accessi all'anno. È riconosciuto come DEA di I livello e, nel modello Hub & Spoke della rete per il trauma maggiore della regione Toscana, svolge il ruolo di Centro Traumi di Zona (CTZ).